# Jablanac
Jablanac je obmorska vas in pristanišče v Velebitskem kanalu, Hrvaška; spada pod mesto Senj Liško-senjske županije. V 19. in prvi polovici 20. stoletja je imelo naselje še okoli 1000 prebivalcev, zdaj pa le še približno 50.

## Geografija
Jablanac se nahaja na dnu globokega zaliva na obali Velebitskega kanala. Pred vstopom v zaliv stojita dva svetilnika. Nad vasjo poteka glavna cesta (jadranska magistrala) Reka - Split, od katere se oddvoji 3 km dolg odcep do naselja Jablanac. Dober kilometer severno od naselja je turistična vas Stinica, v kateri so v času Jugoslavije počitniške kapacitete gradila oz. kupovala predvsem slovenska podjetja. Iz Jablanca so desetletja vozili trajekti na otok Rab, od 3. julija 2012 pa plujejo iz Stinice.
Svetilnik, ki stoji pod hotelom, oddaja svetlobni signal: R Bl3s. Drugi svetilnik na pomolu, kjer so pristajali trajekti, pa oddaja svetlobni signal: Z Bl 2s.
Planinski dom Jablanac (20 mnm), tudi Planinski dom Miroslav Hirtz, je zaradi svoje nizke nadmorske višine dolgo veljal za svetovnega rekorderja med tovrstnimi zgradbami. Postavljen je na skali nad nekdanjim trajektnim pristajališčem.

### Zavratnica
Južno od naselja se nahaja eden najlepših zalivov v severnem Jadranu, Zavratnica. Zaliv je okrog kilometer oddaljen od Jablanca, do njega vodi kamnita pot, vklesana v strmo obalo. Zaliv je dolg 900 m, širok pa med 50 in 150 m, višima pečin je okrog 100 m. V zalivu je bila med 2. svetovno vojno potopljena nemška bojna ladja, ki danes predstavlja izziv za raziskovalne potapljače. Konec 19. stoletja je v osami zaliva več let ustvarjal hrvaški pisatelj Vjenceslav Novak (1859-1905). Zavratnico je leta 1978 kot del velebitskega parka UNESCO uvrstil na seznam rezervatov svetovne biosfere.
Vstopnina v zaliv je 30 HRK (podatek iz leta 2020).

## Zgodovina
Jablanac je prvič omenjen leta 1179 kot župnijsko središče Ablana; v 13. stoletju je postal svobodno kraljevsko mesto. Jablaniška župa se je raztezala od Žrnovice južno od Senja do Karlobaga. Koncem 13. stoletja so gospodarji Jablanca postali knezi Frankopani. Kraj so v 14. stoletju požgali Turki. Okoli leta 1639 pa so se naselili prebivalci iz Dalmacije. Na rtu pred pristaniščem (kjer danes stoji hotel) so razvaline srednjeveškega utrjenega mesta, ki ga je dal zgraditi 1251 ban Stjepan Šubić.

## Demografija
| Pregled števila prebivalcev po letih | Pregled števila prebivalcev po letih | Pregled števila prebivalcev po letih | Pregled števila prebivalcev po letih | Pregled števila prebivalcev po letih | Pregled števila prebivalcev po letih | Pregled števila prebivalcev po letih | Pregled števila prebivalcev po letih | Pregled števila prebivalcev po letih | Pregled števila prebivalcev po letih | Pregled števila prebivalcev po letih | Pregled števila prebivalcev po letih | Pregled števila prebivalcev po letih | Pregled števila prebivalcev po letih | Pregled števila prebivalcev po letih |      |      |
| ------------------------------------ | ------------------------------------ | ------------------------------------ | ------------------------------------ | ------------------------------------ | ------------------------------------ | ------------------------------------ | ------------------------------------ | ------------------------------------ | ------------------------------------ | ------------------------------------ | ------------------------------------ | ------------------------------------ | ------------------------------------ | ------------------------------------ | ---- | ---- |
| 1857                                 | 1869                                 | 1880                                 | 1890                                 | 1900                                 | 1910                                 | 1921                                 | 1931                                 | 1948                                 | 1953                                 | 1961                                 | 1971                                 | 1981                                 | 1991                                 | 2001                                 | 2011 | 2021 |
| 986                                  | 901                                  | 826                                  | 841                                  | 914                                  | 1101                                 | 916                                  | 992                                  | 849                                  | 785                                  | 700                                  | 330                                  | 219                                  | 158                                  | 118                                  | 83   | 53   |